# Esteban Guerrieri
Esteban Guerrieri (Ramos Mejía, 1985. január 19. –) argentin autóversenyző.

## Pályafutása

### Formula autós évei

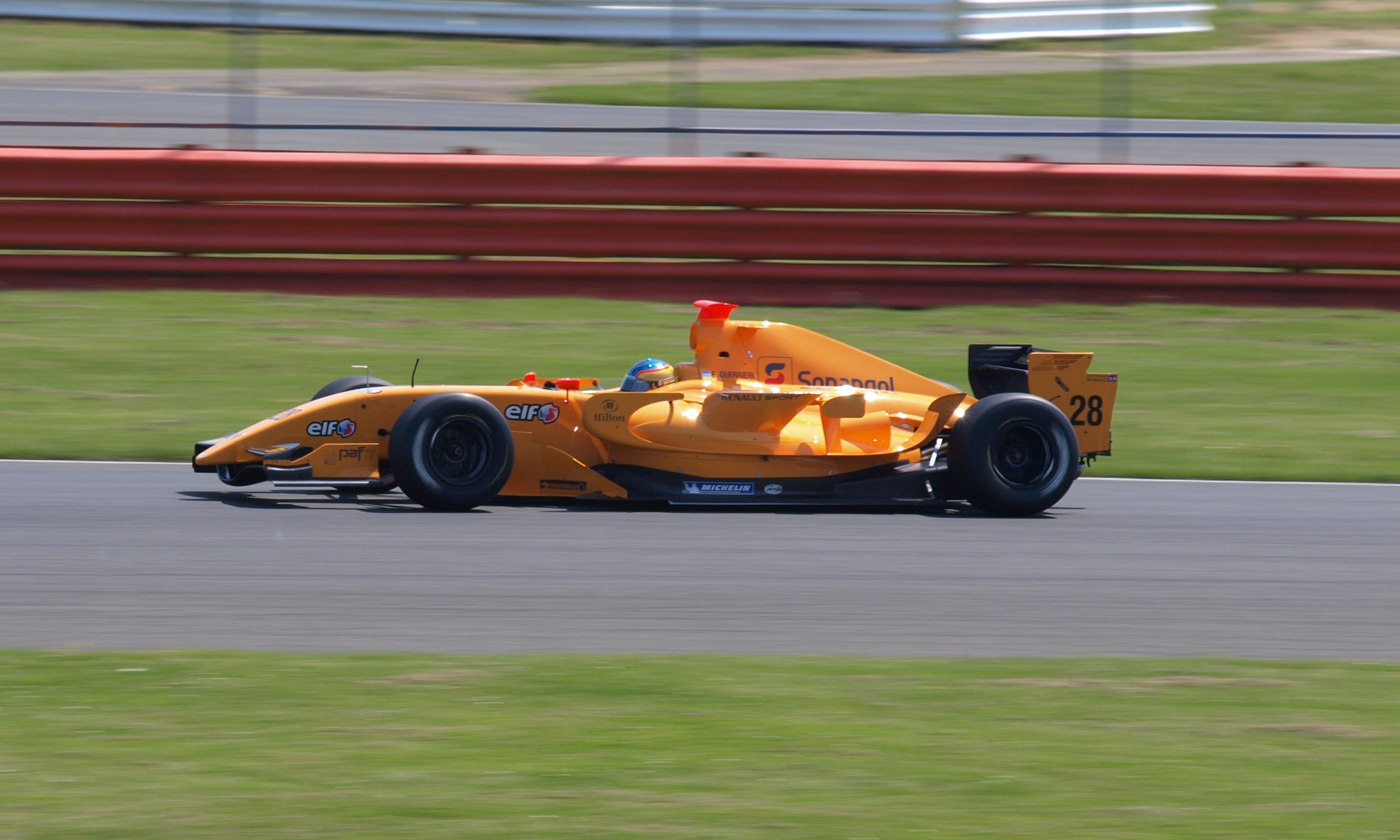
2008-ban a World Series by Renault Silverstone-i hétvégéjén

Pályafutását formula autózással kezdte. 2000-ben debütált a Formula Renault Argentina sorozatban, amit rögtön meg is nyert, 2002-ben még mindig Formula Renault-val versenyzett, ebben az évben a Formula Renault 2.0 Italy Winter Series-t nyerte meg valamint versenyzett a Formula Renault 2.0 Germany-ben is, amit az év végi összetett tabella harmadik helyén zárt. 2003-ban teljes szezont futott Formula Renault 2.0 Eurocup-ban itt megint bajnoki címet nyert. ezzel párhuzamosan pedig a Formula Renault 2.0 Italy szériában is indult, itt végül ezüstérmes lett. 2008-ban megnyerte a Master de Pilotos de la República Argentina gokart eseményt is – ezt a sikerét megismételte 2013-ban is. 2010-ben úgy zárta harmadik helyen a Formula Renault 3.5-es szériát Mihail Aljosin és Daniel Ricciardo mögött hogy a monacói valamint a hungaroringi hétvégét is kihagyta, a szezon során 6 győzelmet aratott, valamint kétszer másodikként is felállhatott a dobogóra. 2011-re visszatért a tengeren túlra, az IndyCar Series nevelőszériájában, az Indy Lights-ban szerepelt két esztendőn keresztül, mindkétszer második lett a pontversenyben, első szezonjában három győzelmet és két második helyet gyűjtött, de Josef Newgarden legyőzéséhez ez nem volt elegendő, 2012-ben pedig a francia Tristan Vautier mögött végzett ezüstérmesként mindössze 9 ponttal lemaradva, ismét három győzelmet aratott, egy alkalommal második míg további öt alkalommal pedig harmadikként ünnepelhetett a dobogón.

### Áttérése a túraautózásra
2013-ban kisebb szériákban versenyzett, 2014-ben pedig hazatért és a Súper TC 2000 túraautóbajnokságban szerepelt a Toyota Team Argentina színeiben, itt egészen 2017-ig versenyzett.

### WTCC
Közben 2016-ban megnyerte a Turismo Carretera Invitados-t valamint a Campos Racing színeiben John Filippi csapattársaként megejtette a debütálását a WTCC-ben is a hazai nagydíján Termasban. Az időmérőn elsőre egy bravúros ötödik helyett ért el a mezőny legrégebbi technikájával, egy Chevrolet Cruze-zal.
Filippi távozása után a Campos Racing teljes szezonos versenyzője lett 2017-re és a Chevroletvel bravúros eredményeket ért el, rögtön a marrákesi szezonnyitó versenyt megnyerte, ezután is stabilan gyűjtögette a pontokat, esetenként dobogó közeli helyezéseket, legközelebb pedig júliusban, pont a hazai versenyén Argentínában állhatott ismét dobogóra, a nyitófutamon végzett a harmadik pozícióban, a következő versenyhétvégén Kínában megszerezte szezonbeli második győzelmét, szintén a hétvége fordított rajtrácsos első versenyén, a második futamon pedig épphogy lemaradt a dobogóról, a negyedik lett.
Időközben a gyári Honda versenyzője Tiago Monteiro súlyos tesztbalesetet szenvedett, ami után hosszas felépülés várt rá, a kínai hétvégére a csapat még korábbi versenyzőjét Gabriele Tarquinit kérte fel a portugál helyettesítésére, azonban a japán fordulóra a veterán olasz már nem tudta vállalni egyéb elfoglaltságai miatt a részvételt, így másik versenyzőt kellett keresnie a csapatnak. aki segíteni tudja Michelisz Norbertet a bajnoki címért való küzdelemben, a döntés pedig a bombaformában lévő Guerriere esett. Motegiben rögtön segíteni tudta magyar csapattársát, ugyanis nagy küzdelemben pontot rabolt riválisától, a  Volvo svéd versenyzőjétől, Thed Björktől akit egy kiélezett csatában múlta felül, amely során többször is  ütközött a két autó, végül Guerrieri a harmadik, Björk pedig a negyedik helyen végzett. Makaóban ugyan nem állhatott dobogóra, azonban megint fontos pontokat rabolt a Volvo versenyzőjétől Nicky Catsburgtól, akinek így érdembeli esélyei elúsztak a világbajnoki küzdelemben, a második futamon pedig ismét Björk előtt tudott végezni a negyedik pozícióban. A szezonzárón, Katarban egy műszaki hiba miatt gyakorlatilag az időmérőn elúsztak a Honda és Michelisz VB győzelemről szőtt álmai, Guerrieri azonban megszerezte az pole-pozíciót, és a szezonzáró versenyt is megnyerte.

### WTCR
2018-ra a TCR nemzetközi sorozat és a Túraautó-világbajnokság összeolvadt, Guerrieri pedig az ALL-INKL.com Münnich Motorsport csapatához szerződött ahol szintén egy Hondával versenyez, csapattársai 2018-ban Yann Ehrlacher valamint James Thompson voltak – a britet a szezon közepén Timo Scheider váltotta. Az évad első felében az autó hullámzó teljesítményt mutatott be, a Nordschleifén rendezett hétvége második versenyén állhatott először dobogóra a szezonban, első helyen végzett, ezután ismét hullámzó teljesítmény következett, a szezon utolsó hétvégéjén Makaóban nyert még egyszer a szezonban és ezzel váratlanul felugrott a tabella harmadik helyére, amire a hétvége előtt nem sok esély volt, azonban a riválisai az utolsó hétvégéken sok pontot veszítettek. Az év során debütált az Nemzetközi GT Open sorozatban is a monzai hétvégén, egy Honda NSX-et vezetett.
2019-re is maradt René Münnich csapatánál, a szabályváltozások következtében azonban csak egy csapattársa lehetett ettől a szezontól fogva, aki nem más lett mint barátja Néstor Girolami. Erősen kezdték az évadot Guerrieri a szezonnyitót nyerte meg, Girolami pedig a második hétvégén a Hungaroringen nyerte meg az első két futamot. Noha a mezőny nagyon szoros egyértelműnek tűnt hogy a két argentín lesz a világkupa serleg győzelméért harcban, azonban a harmadik hétvégétől kezdve a csapat teljesítménye valamelyest visszaesett, Guerrieri stabilan gyűjtötte a pontokat, Zandvoortban megszerezte második futamgyőzelmét is az idényben, a Nordschleifén is szerzett egy második és ezzel a tabellán is megszilárdította előnyét – eközben csapattársa teljesítménye visszaesett és az esélyei egyre inkább csökkentek a világkupa győzelemre. A nyár utolsó hétvégéjétől, Portugáliától kezdve azonban már egyértelműen szenvedni kezdtek a Hondák, az első versenyen Guerrieri a 24. lett, a másodikon ugyan felállhatott a dobogóra, a hétvége záróversenye azonban már az első körben véget ért számára, mert ütközött a Hyundai versenyzőjével Nick Catsburggal, az esetben az argentínt találták vétkesnek és meg is büntették a következő, ningpói hétvégére. Michelisz Norbert valamint a bombaformába lendülő Lynk & Co-s Yvan Muller ekkorra teljesen ledolgozták tetemes hátrányukat az argentínnal szemben, előbbi versenyző pedig át is vette a vezetést. Guerrieri balszerencséje a kínai helyszínen is folytatódott. az első versenyen csupán a tizenkilencedik lett miután a rajtrácson a tűzoltó berendezés meghibásodása miatt csak a boxutcából indulhatott a mezőny után, a második és a harmadik versenyen pedig nem ért célba.

## Eredményei

### Teljes Nemzetközi Formula–3000-es eredménysorozata
| Év   | Csapat    | 1      | 2     | 3      | 4     | 5     | 6      | 7     | 8     | 9     | 10    | Helyezés | Pont |
| ---- | --------- | ------ | ----- | ------ | ----- | ----- | ------ | ----- | ----- | ----- | ----- | -------- | ---- |
| 2004 | BCN F3000 | IMO Ki | CAT 5 | MON Ki | NÜR 4 | MAG 6 | SIL 15 | HOC 3 | HUN 5 | SPA 7 | MNZ 5 | 7.       | 28   |

### Teljes Formula–3 Euroseries eredménylistája
| Év   | Csapat                  | 1      | 2     | 3      | 4     | 5     | 6      | 7      | 8      | 9      | 10     | 11     | 12    | 13     | 14     | 15    | 16     | 17     | 18     | 19    | 20     | Helyezés | Pont |
| ---- | ----------------------- | ------ | ----- | ------ | ----- | ----- | ------ | ------ | ------ | ------ | ------ | ------ | ----- | ------ | ------ | ----- | ------ | ------ | ------ | ----- | ------ | -------- | ---- |
| 2005 | Team Midland Euroseries | HOC Ki | HOC 6 | PAU 19 | PAU 9 | SPA 7 | SPA 15 | MON 17 | MON 10 | OSC 11 | OSC 7  | NOR 11 | NOR 9 | NÜR 14 | NÜR 12 | ZAN 6 | ZAN 12 | LAU 16 | LAU 10 | HOC 7 | HOC 17 | 16.      | 12   |
| 2006 | Manor Motorsport        | HOC 14 | HOC 3 | LAU 1  | LAU 5 | OSC 2 | OSC 3  | BRH 16 | BRH 12 | NOR 10 | NOR Ni | NÜR Ki | NÜR 5 | ZAN 8  | ZAN 4  | CAT 3 | CAT 7  | LMS 6  | LMS 8  | HOC 1 | HOC 4  | 4.       | 58   |

### Teljes Formula Renault 3.5 eredménylistája
| Év   | Csapat             | 1        | 2        | 3        | 4       | 5     | 6        | 7       | 8        | 9        | 10       | 11      | 12       | 13       | 14        | 15      | 16       | 17      | Helyezés | Pont |
| ---- | ------------------ | -------- | -------- | -------- | ------- | ----- | -------- | ------- | -------- | -------- | -------- | ------- | -------- | -------- | --------- | ------- | -------- | ------- | -------- | ---- |
| 2007 | Fortec Motorsport  | MNZ 1    | MNZ 2    | NÜR 1    | NÜR 2   | MON 1 | HUN 1    | HUN 2   | SPA 1    | SPA 2    | DON 1    | DON 2   | MAG 1 Ki | MAG 2 21 | EST 1     | EST 2   | CAT 1    | CAT 2   | 39.      | 0    |
| 2008 | Ultimate Signature | MNZ 1    | MNZ 2    | SPA 1    | SPA 2   | MON 1 | SIL 1 22 | SIL 2 4 | HUN 1 Ki | HUN 2 12 | NÜR 1 12 | NÜR 2 9 | LMS 1 4  | LMS 2 3  | EST 1 5   | EST 2 6 | CAT 1 Ki | CAT 2 1 | 8.       | 62   |
| 2009 | RC Motorsport      | CAT 1    | CAT 2    | SPA 1    | SPA 2   | MON 1 | HUN 1    | HUN 2   | SIL 1    | SIL 2    | LMS 1    | LMS 2   | ALG 1    | ALG 2    | NÜR 1     | NÜR 2   | ALC 1 5  | ALC 2 4 | 19.      | 15   |
| 2010 | ISR Racing         | ALC 1 Ki | ALC 2 Ki | SPA 1 Ni | SPA 2 1 | MON 1 | BRN 1    | BRN 2 1 | MAG 1 2  | MAG 2 10 | HUN 1    | HUN 2   | HOC 1 2  | HOC 2 1  | SIL 1 Kiz | SIL 2 1 | CAT 1 4  | CAT 2 1 | 3.       | 123  |

### Teljes AutoGP eredménylistája
| Év   | Csapat                 | 1   | 2   | 3   | 4   | 5   | 6   | 7     | 8     | 9   | 10  | 11  | 12  | Helyezés | Pont |
| ---- | ---------------------- | --- | --- | --- | --- | --- | --- | ----- | ----- | --- | --- | --- | --- | -------- | ---- |
| 2010 | Charouz-Gravity Racing | BRN | BRN | IMO | IMO | SPA | SPA | MAG 6 | MAG 5 | NAV | NAV | MNZ | MNZ | 18.      | 5    |

### Teljes Indy Lights eredménysorozata
| Év   | Csapat                  | 1     | 2      | 3     | 4      | 5     | 6      | 7     | 8     | 9      | 10    | 11    | 12     | 13     | 14    | Helyezés | Pont |
| ---- | ----------------------- | ----- | ------ | ----- | ------ | ----- | ------ | ----- | ----- | ------ | ----- | ----- | ------ | ------ | ----- | -------- | ---- |
| 2011 | Sam Schmidt Motorsports | STP 6 | ALA 15 | LBH 2 | INDY 2 | MIL 1 | IOW 12 | TOR 4 | EDM 1 | EDM 14 | TRO 1 | NHM 5 | BAL 12 | KTY 10 | LVS 2 | 2.       | 459  |
| 2012 | Sam Schmidt Motorsports | STP 2 | ALA 3  | LBH 1 | INDY 1 | DET 7 | MIL 3  | IOW 1 | TOR 6 | EDM 3  | TRO 4 | BAL 3 | FON 3  |        |       | 2.       | 453  |

### Teljes WTCC-s eredménysorozata
| Év   | Csapat                | Autó                    | 1   | 1   | 2   | 2   | 3   | 3   | 4   | 4   | 5   | 5   | 6   | 6   | 7    | 7    | 8   | 8   | 9   | 9   | 10  | 10  | 11  | 11  | 12  | 12  | Helyezés | Pont |
| 2016 | Campos Racing         | Chevrolet RML Cruze TC1 | FRA | FRA | SVK | SVK | HUN | HUN | MAR | MAR | GER | GER | RUS | RUS | POR  | POR  | ARG | ARG | JPN | JPN | CHN | CHN | THA | THA | QAT | QAT | 17.      | 9    |
| ---- | --------------------- | ----------------------- | --- | --- | --- | --- | --- | --- | --- | --- | --- | --- | --- | --- | ---- | ---- | --- | --- | --- | --- | --- | --- | --- | --- | --- | --- | -------- | ---- |
| 2016 | Campos Racing         | Chevrolet RML Cruze TC1 |     |     |     |     |     |     |     |     |     |     |     |     |      |      | Ki  | 6   |     |     |     |     | T   | T   |     |     | 17.      | 9    |
| 2017 | Campos Racing         | Chevrolet RML Cruze TC1 | MAR | MAR | ITA | ITA | HUN | HUN | GER | GER | POR | POR | ARG | ARG | CHN‡ | CHN‡ | JPN | JPN | MAC | MAC | QAT | QAT |     |     |     |     | 4.       | 241  |
| 2017 | Campos Racing         | Chevrolet RML Cruze TC1 | 1   | 13  | 4   | 8   | 6   | 6   | 5   | 8   | Ki  | 8   | 3   | 4   | 1    | 4    |     |     |     |     |     |     |     |     |     |     | 4.       | 241  |
| 2017 | Honda Racing Team JAS | Honda Civic WTCC        |     |     |     |     |     |     |     |     |     |     |     |     |      |      | 3   | 4   | 6   | 4   | 10  | 1   |     |     |     |     | 4.       | 241  |

† A versenyt nem fejezte be, de helyezését értékelték, mert a versenytáv több, mint 75%-át teljesítette.
T A 2016-os thai nagydíjat törölték.
‡ – A 2017-es kínai nagydíj második versenyén fél pontokat osztottak miután a versenyzők a heves esőzés miatt nem tudták teljesíteni a táv 50%-át.

### Teljes WTCR-es eredménysorozata
| Év   | Csapat                          | Autó                         | 1   | 1   | 1   | 2   | 2   | 2   | 3   | 3   | 3   | 4   | 4   | 4   | 5   | 5   | 5   | 6   | 6   | 6   | 7   | 7   | 7   | 8   | 8   | 8   | 9   | 9   | 9   | 10  | 10  | 10  | Helyezés | Pont |
| 2018 | ALL-INKL.COM Münnich Motorsport | Honda Civic Type R TCR       | MAR | MAR | MAR | HUN | HUN | HUN | GER | GER | GER | NED | NED | NED | POR | POR | POR | SVK | SVK | SVK | CHN | CHN | CHN | WUH | WUH | WUH | JPN | JPN | JPN | MAC | MAC | MAC | 3.       | 267  |
| ---- | ------------------------------- | ---------------------------- | --- | --- | --- | --- | --- | --- | --- | --- | --- | --- | --- | --- | --- | --- | --- | --- | --- | --- | --- | --- | --- | --- | --- | --- | --- | --- | --- | --- | --- | --- | -------- | ---- |
| 2018 | ALL-INKL.COM Münnich Motorsport | Honda Civic Type R TCR       | 6   | 8   | 14  | 2   | 5   | 223 | Ki  | 1   | 8   | 6   | 7   | 45  | 2   | Ki  | 13  | Ki  | 8   | Ki3 | 2   | 3   | Ki3 | 7   | 13  | 45  | 4   | Ki  | 19  | 6   | 5   | 12  | 3.       | 267  |
| 2019 | ALL-INKL.COM Münnich Motorsport | Honda Civic Type R TCR       | MAR | MAR | MAR | HUN | HUN | HUN | SVK | SVK | SVK | NED | NED | NED | GER | GER | GER | POR | POR | POR | CHN | CHN | CHN | JPN | JPN | JPN | MAC | MAC | MAC | MAL | MAL | MAL | 2.       | 349  |
| 2019 | ALL-INKL.COM Münnich Motorsport | Honda Civic Type R TCR       | 1   | 4   | 4   | 3   | 5   | Ki2 | 15  | 2   | 65  | 11  | 1   | 8   | 21  | 6   | 3   | 24  | 3   | Ki5 | 19  | Hn  | Ki  | 12  | 10  | 24  | 24† | 4   | 10  | 4   | 1   | 222 | 2.       | 349  |
|      |                                 |                              | 1   | 1   | 2   | 2   | 3   | 3   | 3   | 4   | 4   | 4   | 5   | 5   | 5   | 6   | 6   | 6   |     |     |     |     |     |     |     |     |     |     |     |     |     |     |          |      |
| 2020 | ALL-INKL.COM Münnich Motorsport | Honda Civic Type R TCR (FK8) | BEL | BEL | GER | GER | SVK | SVK | SVK | HUN | HUN | HUN | ESP | ESP | ESP | ARA | ARA | ARA |     |     |     |     |     |     |     |     |     |     |     |     |     |     | 4.       | 188  |
| 2020 | ALL-INKL.COM Münnich Motorsport | Honda Civic Type R TCR (FK8) | Ki  | 13  | 1   | 5   | 4   | 3   | 7   | 1   | 7   | 1   | 13  | 10  | 9   | 1   | Ki  | 18  |     |     |     |     |     |     |     |     |     |     |     |     |     |     | 4.       | 188  |
|      |                                 |                              | 1   | 1   | 2   | 2   | 3   | 3   | 4   | 4   | 5   | 5   | 6   | 6   | 7   | 7   | 8   | 8   | 9   | 9   |     |     |     |     |     |     |     |     |     |     |     |     |          |      |
| 2021 | ALL-INKL.COM Münnich Motorsport | Honda Civic Type R TCR (FK8) | GER | GER | POR | POR | ESP | ESP | HUN | HUN | CZE | CZE | FRA | FRA | ITA | ITA | RUS | RUS |     |     |     |     |     |     |     |     |     |     |     |     |     |     | 6.       | 164  |
| 2021 | ALL-INKL.COM Münnich Motorsport | Honda Civic Type R TCR (FK8) | 4   | 123 | 51  | 81  | 15  | 13  | 8   | 8   | 21  | 34  | 45  | 7   | 3   | 6   | Ki  | Ni  |     |     |     |     |     |     |     |     |     |     |     |     |     |     | 6.       | 164  |
| 2022 | ALL-INKL.COM Münnich Motorsport | Honda Civic Type R TCR (FK8) | FRA | FRA | GER | GER | HUN | HUN | ESP | ESP | POR | POR | ITA | ITA | ALS | ALS | BHR | BHR | SAU | SAU |     |     |     |     |     |     |     |     |     |     |     |     | 7.       | 149  |
| 2022 | ALL-INKL.COM Münnich Motorsport | Honda Civic Type R TCR (FK8) | 2   | 5   | T   | T   | 95  | 10  | 11  | 11  | Ki  | Ki  | 73  | 10  | 104 | 10  | 8   | 2   | 11  | 11  |     |     |     |     |     |     |     |     |     |     |     |     | 7.       | 149  |

† A versenyt nem fejezte be, de helyezését értékelték, mert a versenytáv több, mint 75%-át teljesítette.

### Teljes Stock Car Brasil eredménysorozata
| Év   | Csapat             | 1     | 2     | 3     | 4     | 5     | 6     | 7     | 8     | 9     | 10    | 11    | 12    | 13       | 14       | 15    | 16    | 17       | 18      | 19    | 20    | 21    | Helyezés | Pont |
| ---- | ------------------ | ----- | ----- | ----- | ----- | ----- | ----- | ----- | ----- | ----- | ----- | ----- | ----- | -------- | -------- | ----- | ----- | -------- | ------- | ----- | ----- | ----- | -------- | ---- |
| 2018 | HERO Motorsport II | INT 1 | CUR 1 | CUR 2 | VEL 1 | VEL 2 | LON 1 | LON 2 | SCZ 1 | SCZ 2 | GOI 1 | MOU 1 | MOU 2 | CAS 1 17 | CAS 2 10 | VCA 1 | VCA 2 | TAR 1 20 | TAR 2 5 | GOI 1 | GOI 2 | INT 1 | 29.      | 13   |

### Teljes TCR World Tour eredménysorozata
|  |  |  |  |  |  |  |  | 12 | 10 | 11 | 10 |  |  |  |  |  |  |  |  |

### Teljes FIA World Endurance Championship eredménysorozata
(Táblázat értelmezése)

(Félkövér: pole-pozícióból indult; dőlt: leggyorsabb kört futott) 

| Év   | Csapat                    | Osztály  | Kasztni                | Motor                 | 1     | 2      | 3      | 4      | 5      | 6      | 7      | Helyezés | Pont |
| ---- | ------------------------- | -------- | ---------------------- | --------------------- | ----- | ------ | ------ | ------ | ------ | ------ | ------ | -------- | ---- |
| 2023 | Floyd Vanwall Racing Team | Hypercar | Vanwall Vandervell 680 | Gibson GL458 4.5 L V8 | SEB 8 | ALG Ki | SPA Ki | LMS Ki | MNZ 12 | FUJ 11 | BHR 12 | 16.      | 6    |

* A szezon jelenleg is zajlik.

### Le Mans-i 24 órás autóverseny
| Év   | Csapat                    | Csapattárs                   | Autó                          | Kategória | Kör | Összetett Helyezés | Kategória Helyezés |
| ---- | ------------------------- | ---------------------------- | ----------------------------- | --------- | --- | ------------------ | ------------------ |
| 2023 | Floyd Vanwall Racing Team | Tom Dillmann Tristan Vautier | Vanwall Vandervell 680-Gibson | Hypercar  | 320 | Kiesett            | Kiesett            |